# Federazione pallavolistica dell'Azerbaigian
La Federazione azera di pallavolo (aze. Azerbaycan Voleybol Federasiyasi, AVF) è un'organizzazione fondata per governare la pratica della pallavolo in Azerbaigian.
Organizza il campionato maschile e femminile, e pone sotto la propria egida la nazionale maschile e femminile.
Ha aderito alla FIVB nel 1991.